# Horehronie (singel)
Horehronie – utwór słowackiej piosenkarki Kristíny napisany przez Kamila Peteraja i producenta Martina Kavulicia, wydany jako singiel 10 marca 2010 roku oraz umieszczony na drugiej płycie studyjnej artystki zatytułowanej V sieti ťa mám z października tego samego roku.
Piosenka opisywana jest jako „etniczna piosenka popowa zawierająca tekst (...) zachwalający górzysty region Słowacji”, czyli Dolinę Górnego Hronu.
Singiel dotarł do pierwszego miejsca słowackiej listy przebojów, gdzie spędził pięć tygodniu z rzędu.
W grudniu 2009 roku utwór został ogłoszony jedną z sześćdziesięciu propozycji zakwalifikowanych do stawki konkursowej krajowych eliminacji eurowizyjnych. Na początku lutego 2010 roku został zaprezentowany przez Pelákovą w piątym koncercie ćwierćfinałowym i z pierwszego miejsca (36,7% głosów telewidzów) awansował do stawki półfinałowej. 14 lutego został wykonany przez artystkę w pierwszym półfinale i zajął w nim pierwsze miejsce dzięki zdobyciu maksymalnej liczby 24 punktów od jurorów i telewidzów, dzięki czemu awansował do rozgrywanego dwa tygodnie później finału. Numer uzyskał w nim 23 punkty, w tym 11 punktów od jurorów oraz 12 od widzów (37,6% głosów), dzięki czemu zajął pierwsze miejsce ex aequo z utworem „Emotions” Misty, jednak dzięki lepszemu miejscu w rankingu telewidzów wygrał, zostając tym samym propozycją reprezentującą Słowację w 55. Konkursie Piosenki Eurowizji organizowanym w Oslo.
25 maja utwór został zaprezentowany przez piosenkarkę jako czwarty w kolejności w pierwszym półfinale konkursu i zajął w nim ostatecznie szesnaste miejsce z 24 punktami na koncie, nie kwalifikując się do finału.

## Lista utworów
CD single
1. „Horehronie” (Radio Edit) – 3:00
2. „Horehronie” (Extended) – 4:40
3. „Horehronie” (Akustická Verzia) – 4:01
4. „Horehronie” (KaMa Remix Radio Edit) – 3:41
5. „Horehronie” (KaMa Remix Extended) – 6:35
6. „Horehronie” (CJ Macintosh & MamboDJ Sirius Club Remix) – 6:40
7. „Horehronie” (Karaoke) – 3:00
8. „Stonka” (Radio Edit) – 3:28
9. „Stonka” (Akustická Verzia) – 3:38
10. „Stonka” (KaMa Remix Radio Edit) – 3:20
11. „Stonka” (KaMa Remix Extended) – 6:31

## Personel
Spis sporządzono na podstawie materiału źródłowego.
- Kristína – wokal prowadzący
- Marián Kavulič, Hanka Servická – wokal wspierający
- Martin Kavulič – kompozytor, producent, programowanie, aranżacja, wokal wspierający
- Kamil Peteraj – autor tekstu
- Samuel Pospíšil – miks, mastering
- Ľubomír Kristan – wiolonczela
- Jaro Kocian – flet (pastoralny)
- Peter Tomko – flet (tenor)

## Notowania na listach przebojów
| Kraj     | Lista (2010)          | Najwyższe miejsce |
| -------- | --------------------- | ----------------- |
| Słowacja | Radio Top 100 Singles | 1                 |
| Czechy   | Radio Top 100 Singles | 33                |

## Covery
W 2010 roku swoją wersję piosenki nagrał nowozelandzki zespół muzyczny Cornerstone Roots, który zaprezentował ją razem z grupą Medial Banana podczas Uprising Reggae Festival organizowanego na Słowacji pod koniec sierpnia tego samego roku.